# Proteuxoa cinereicollis
Espèce
Proteuxoa cinereicollis est une espèce de lépidoptères nocturnes (papillons de nuit) de la famille des Noctuidae et qui se rencontre en Australie.

## Galerie

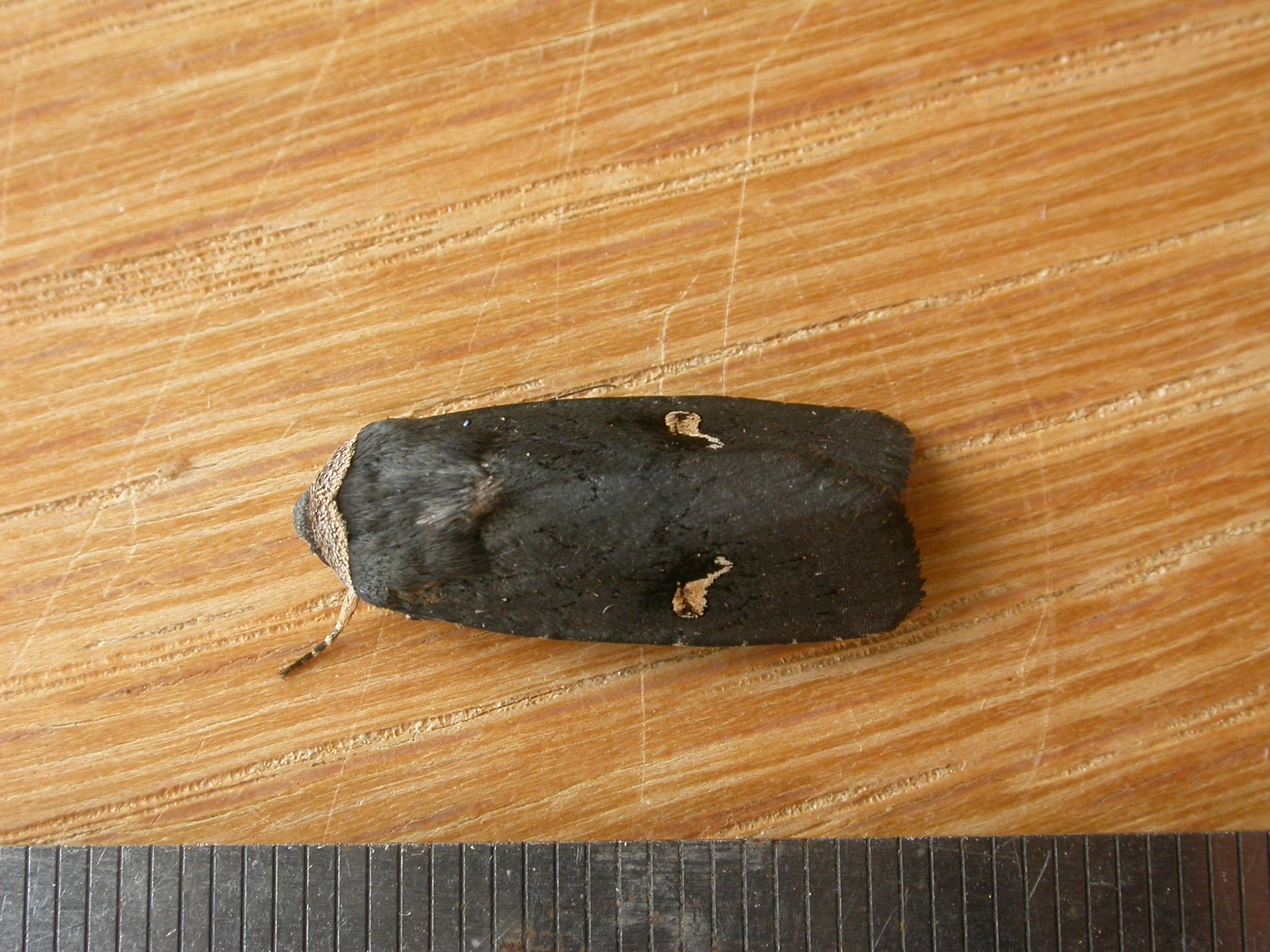